# Mosesberg (Ketzür)
Der Mosesberg ist eine 62,9 m ü. NHN hohe, eiszeitlich geprägte Erhebung nördlich des Dorfes Ketzür in der Gemeinde Beetzseeheide im Norden des Landkreises Potsdam-Mittelmark in Brandenburg. Auf dem Mosesberg wurde ein bedeutendes prähistorisches Urnengräberfeld entdeckt.

## Morphologie
Der Mosesberg entstand wie sämtliche Erhebungen der Umgebung während der letzten, der Weichselkaltzeit. Von Nordosten nach Mitteleuropa vordringende Eismassen formten den Höhenzug der Nauener Platte. Teil dieser Hochfläche ist der Mosesberg, den das Inlandseis aufwarf. Der Hasselberg entstand in einer der Eisrandlage 2 der Brandenburg-Phase rückwärtig nachfolgenden Randlage. Er gehört zu einer Hügelkette, die sich vom südwestlichen Hasselberg, der an der Eisrandlage 2 gebildet wurde, über den Mosesberg und den Mühlberg verfolgen lässt. Die Hügelkette bildet den nordwestlichen Abschluss der Schmelzwasserrinne und des Feuchtgebietes Todtlaake.

## Gräberfeld

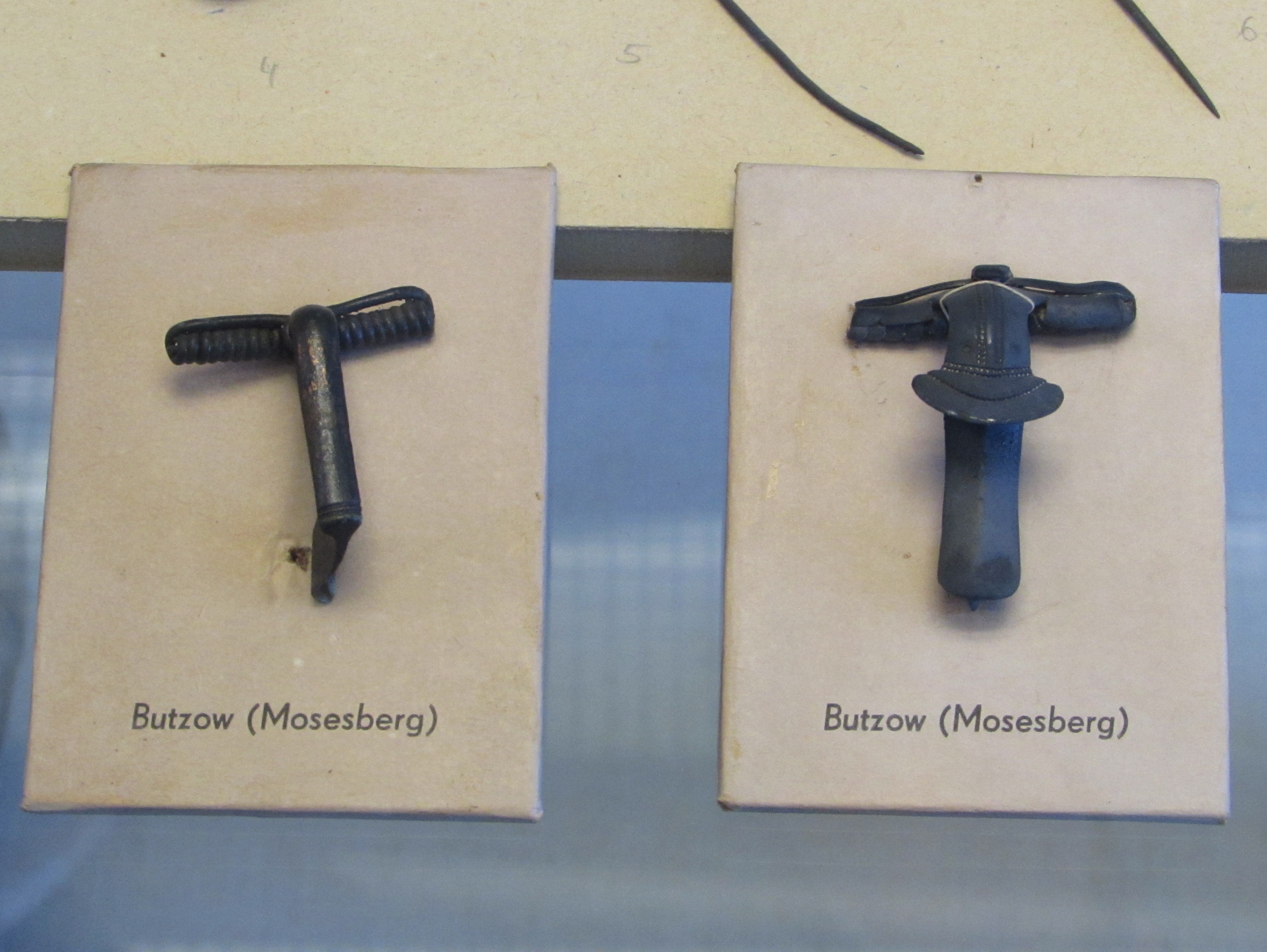
Grabbeigaben Fibeln, Kreismuseum Jerichower Land

Wie viele Erhebungen der Umgebung wurde auch der Mosesberg in prähistorischer Zeit als Beerdigungsplatz genutzt. Bei Ausgrabungsarbeiten fand man auf ihm einen Urnengräberfriedhof, der der frühen Eisenzeit zugeordnet wurde. Weitere Gräber stammten aus der frühen römischen Kaiserzeit. Insgesamt wurden bei den Grabungen etwa 60 Urnen gesichert. Als Grabbeigaben fanden sich Fibeln, Messer und Schnallen. Die Fundstücke waren zumindest teilweise Bestandteil der privaten Sammlung des Arztes und Ur- und Vorgeschichtsforschers Richard Stimming. 1929 kaufte das heutige Kreismuseum Jerichower Land in Genthin die Sammlung auf. Die Exponate sind in der dortigen Dauerausstellung zu sehen. Die Fundstellen sind als Bodendenkmal ausgewiesen.

## Schutzgebiete
Die hüglige Erhebung des Mosesbergs liegt im Landschaftsschutzgebiet Westhavelland und im Naturpark Westhavelland. Daneben ist er Teil des SPA-Gebietes (europäisches Vogelschutzgebiet) Mittlere Havelniederung.